# شکار جانور شگفت‌انگیز
شکار جانور شگفت‌انگیز (به انگلیسی: The Hunting of the Snark) مجموعه‌ای از اشعار جفنگ نوشته لوئیس کارول است. نگارش این کتاب دو سال طول کشید و تصویرگری آن بر دوش هنری هالیدی بود. این کتاب جزو آثار ارزشمند کارول است و بارها در قالب نمایش موزیکال، تئاتر، نمایشنامه، اپرا و موسیقی به اجرا گذاشته شده‌است.

## نگارخانه

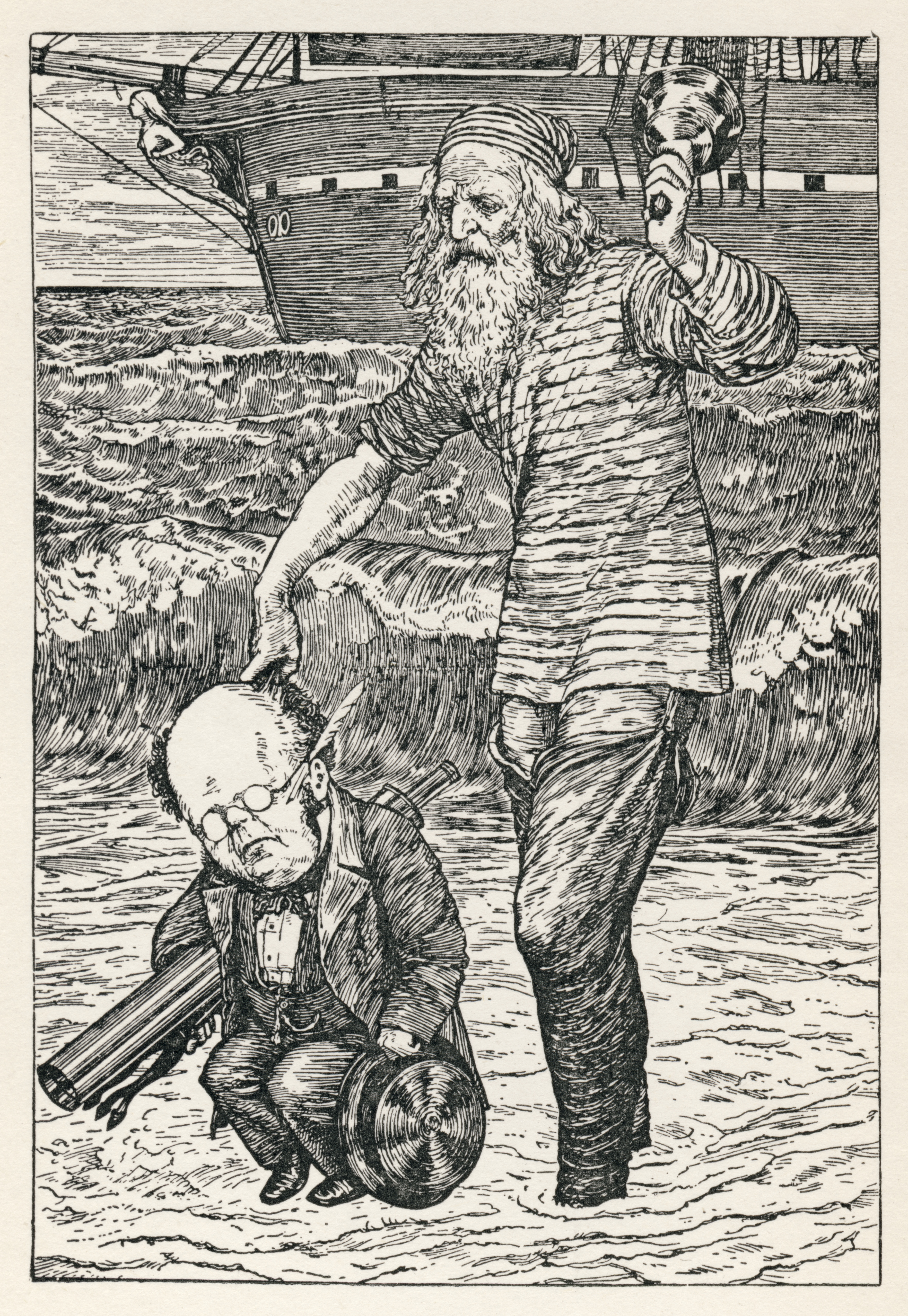
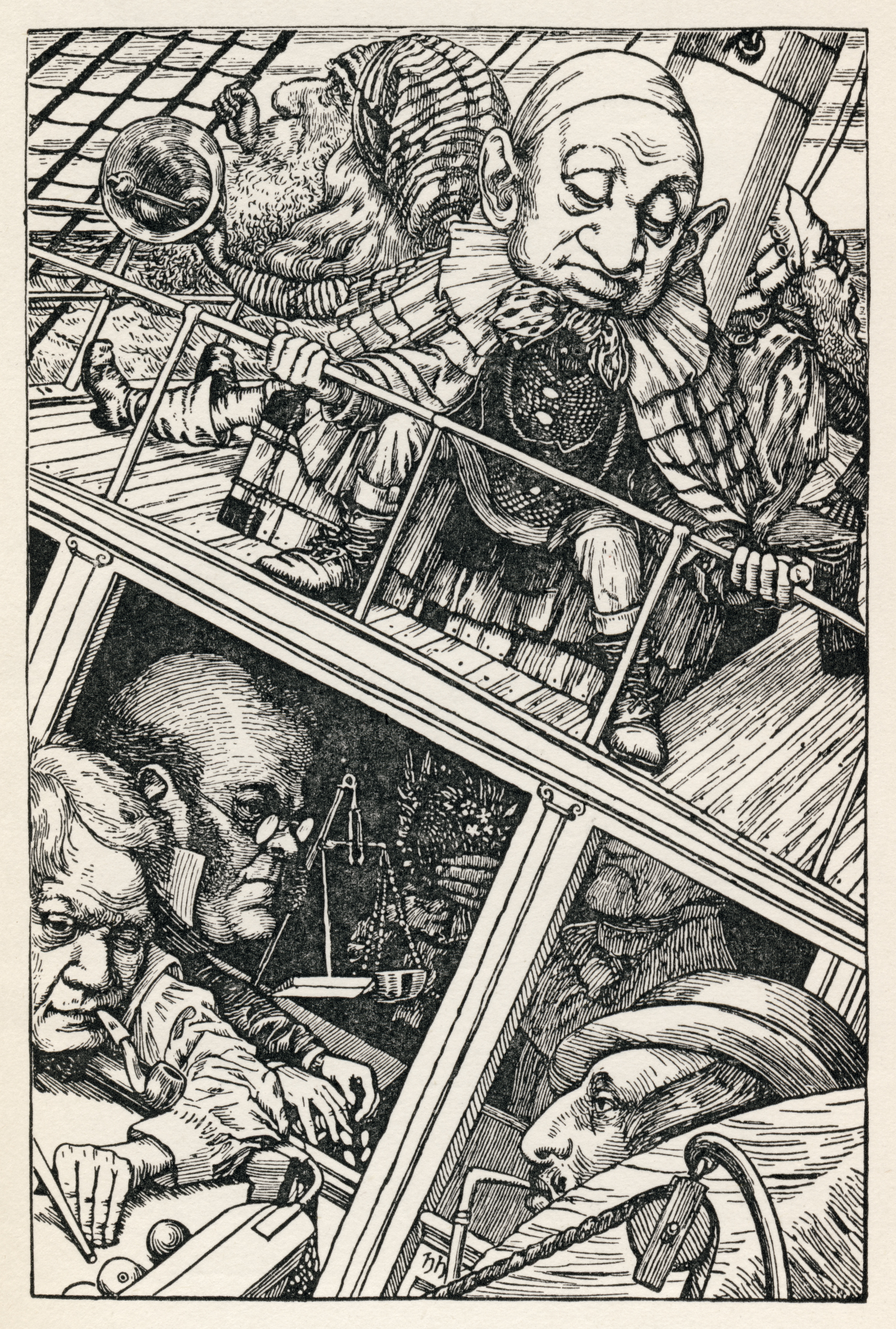
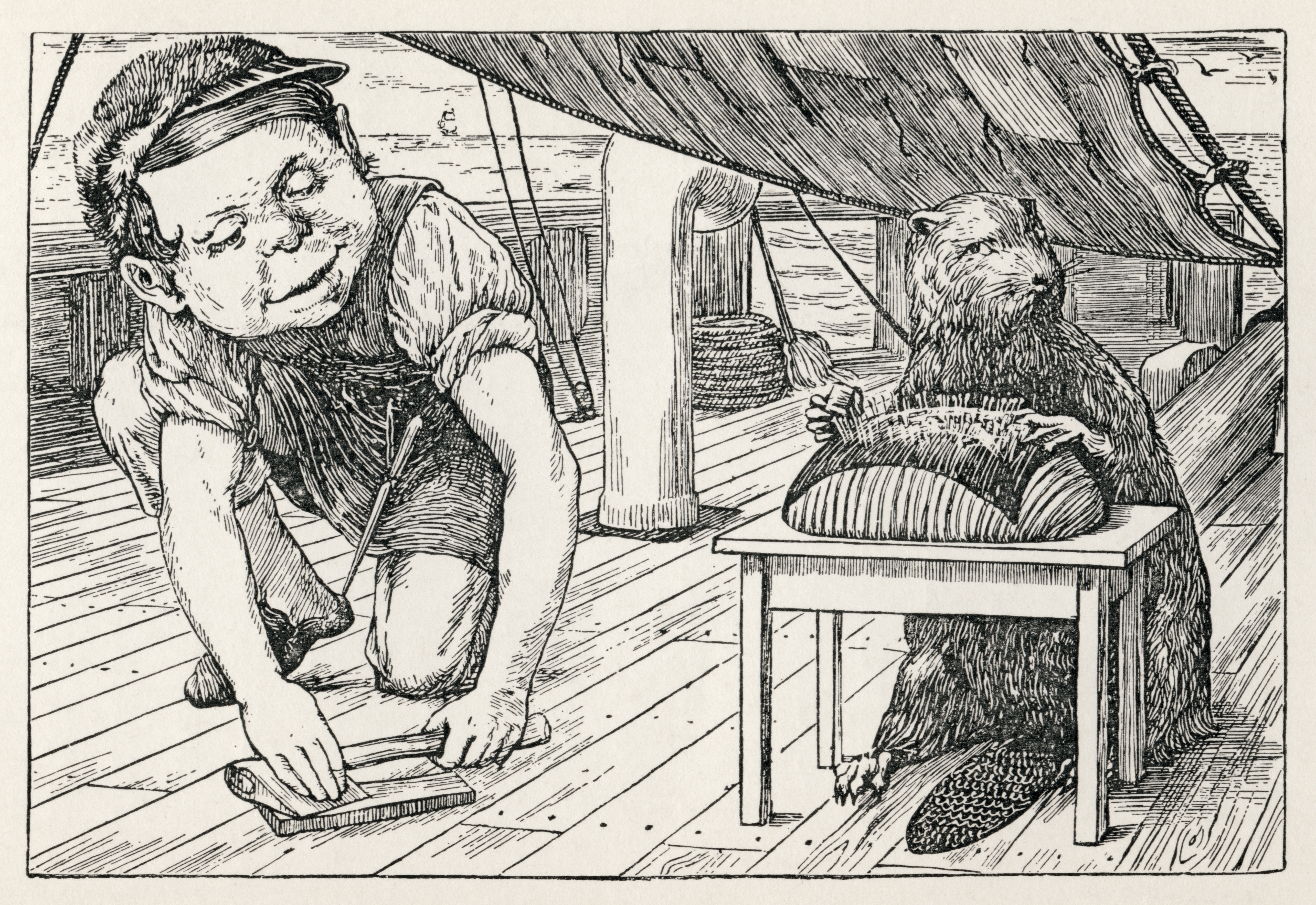
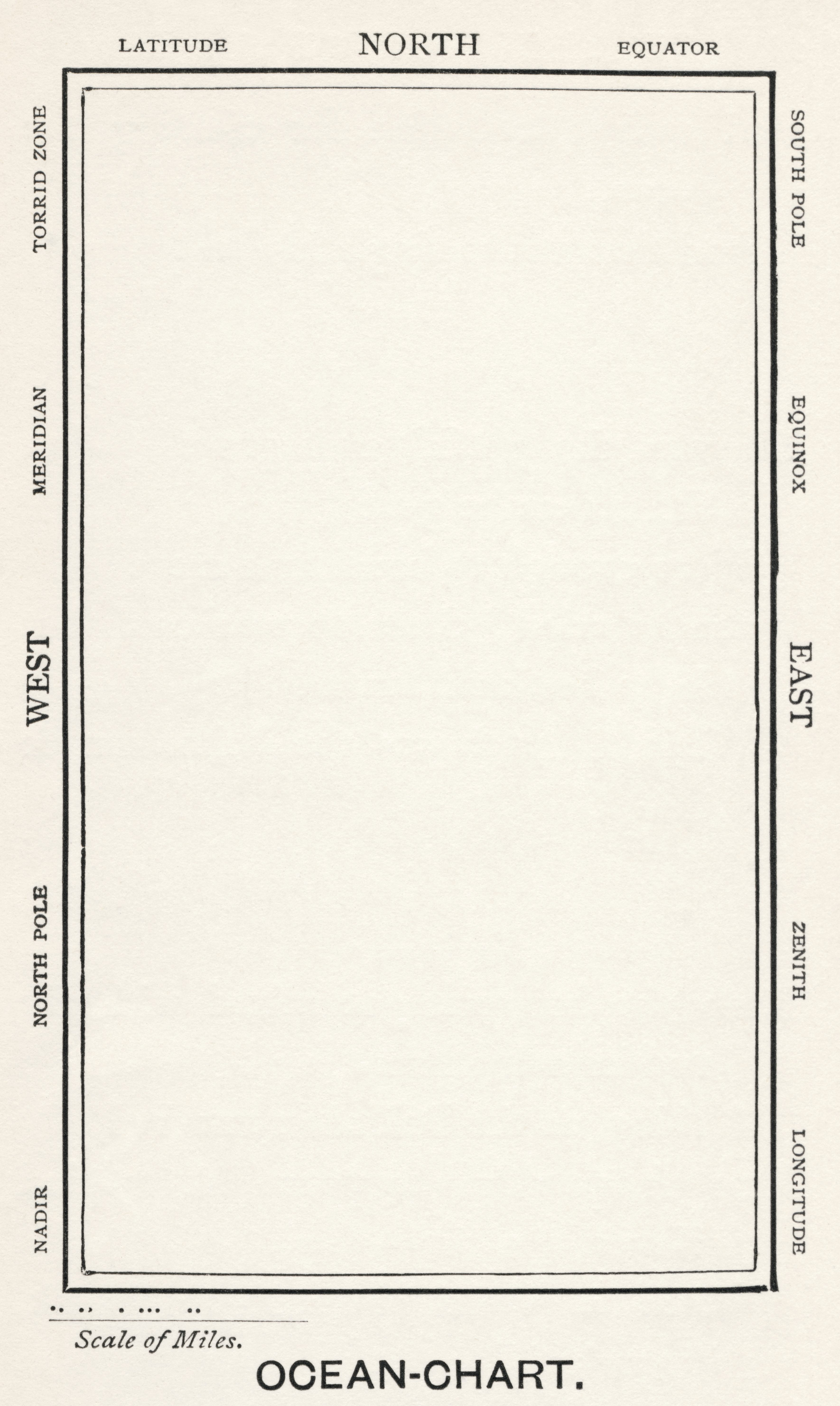
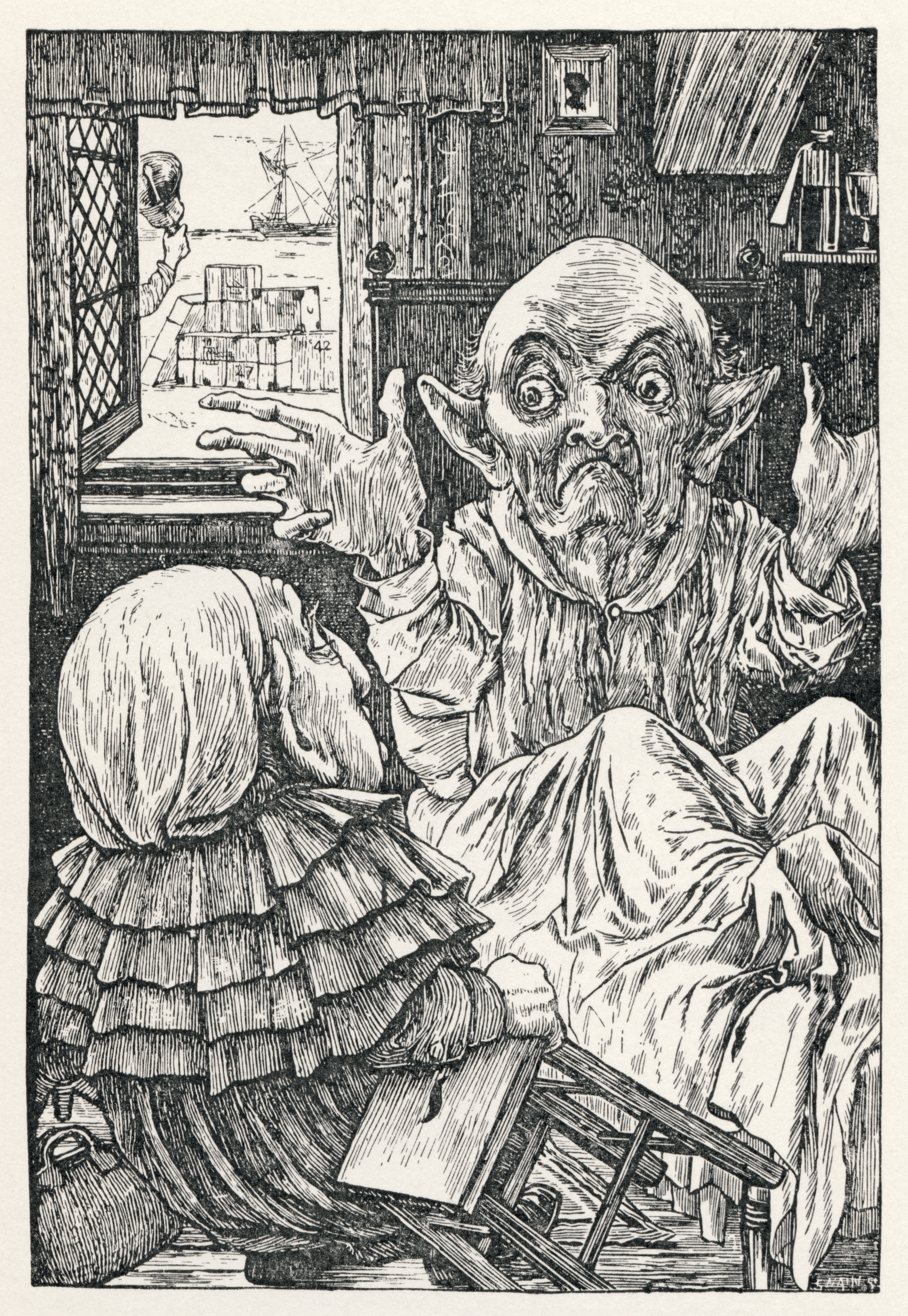
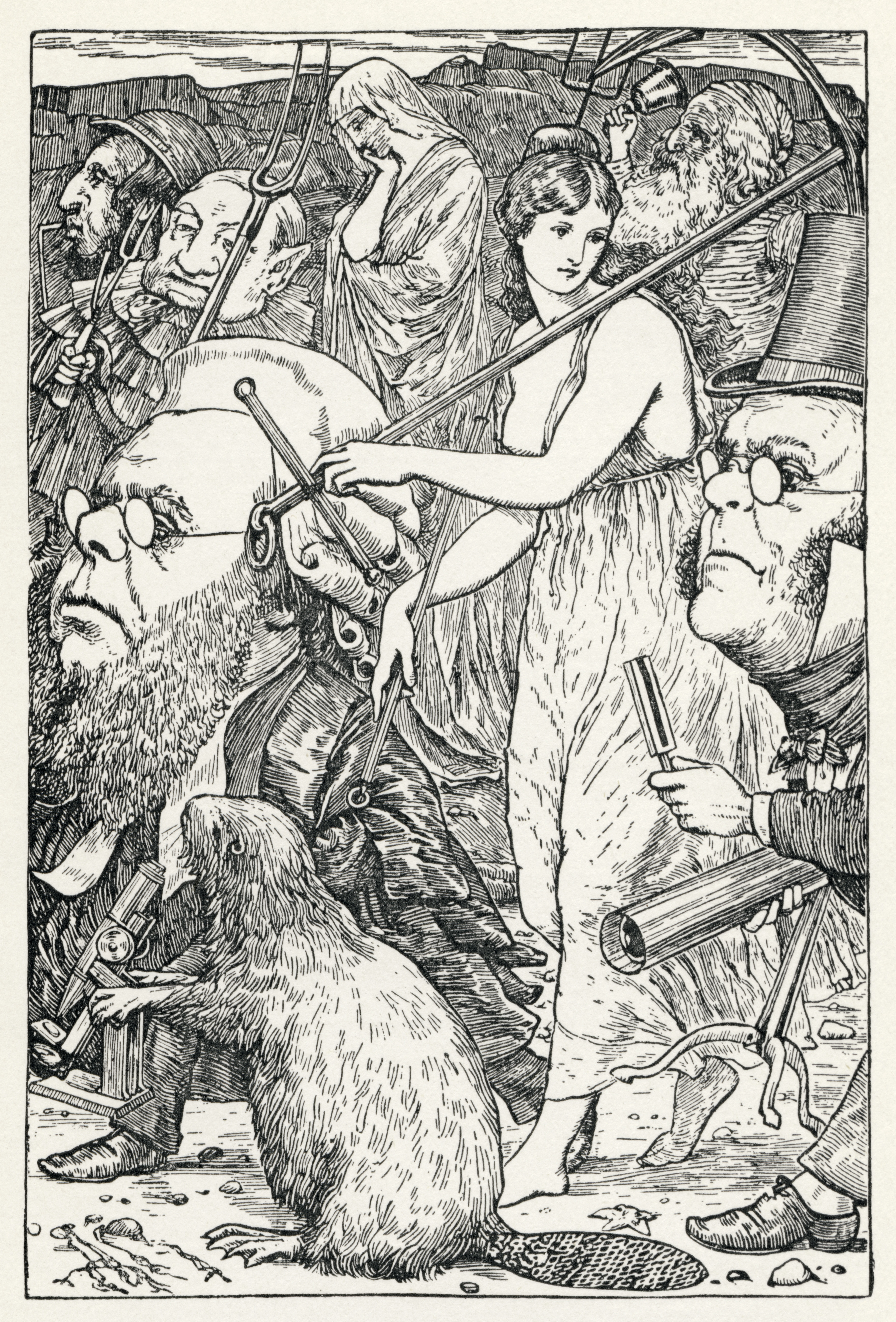
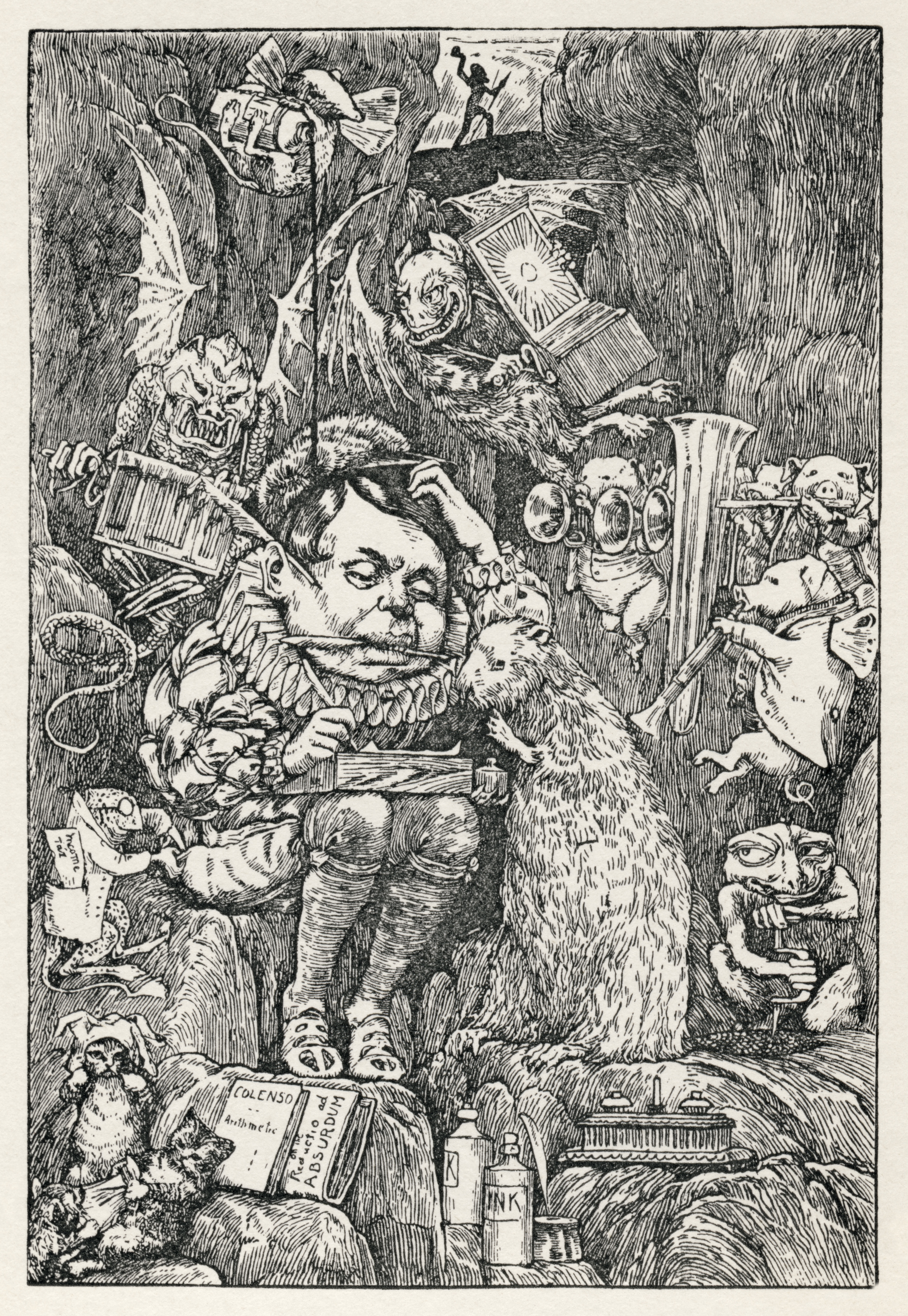
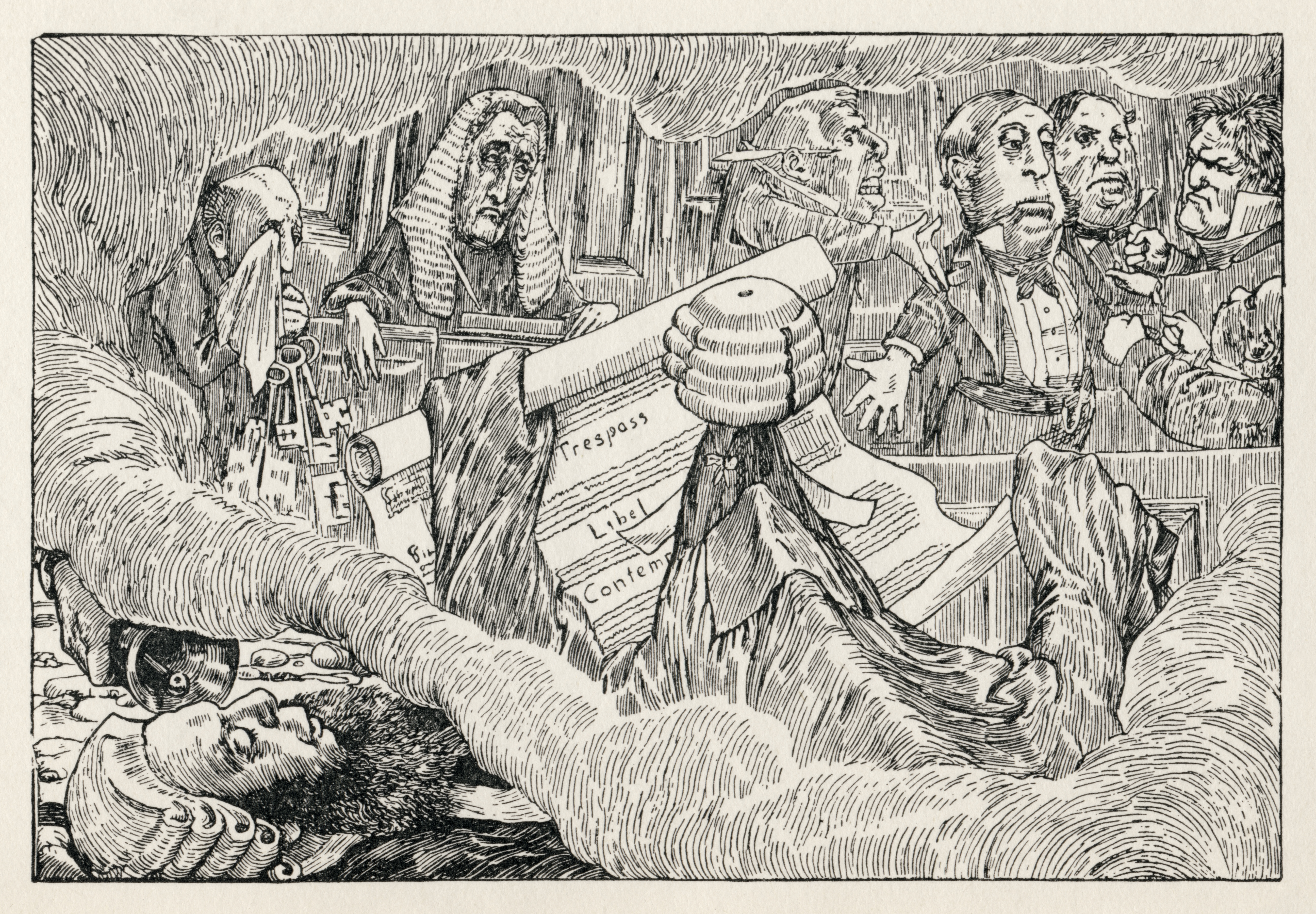
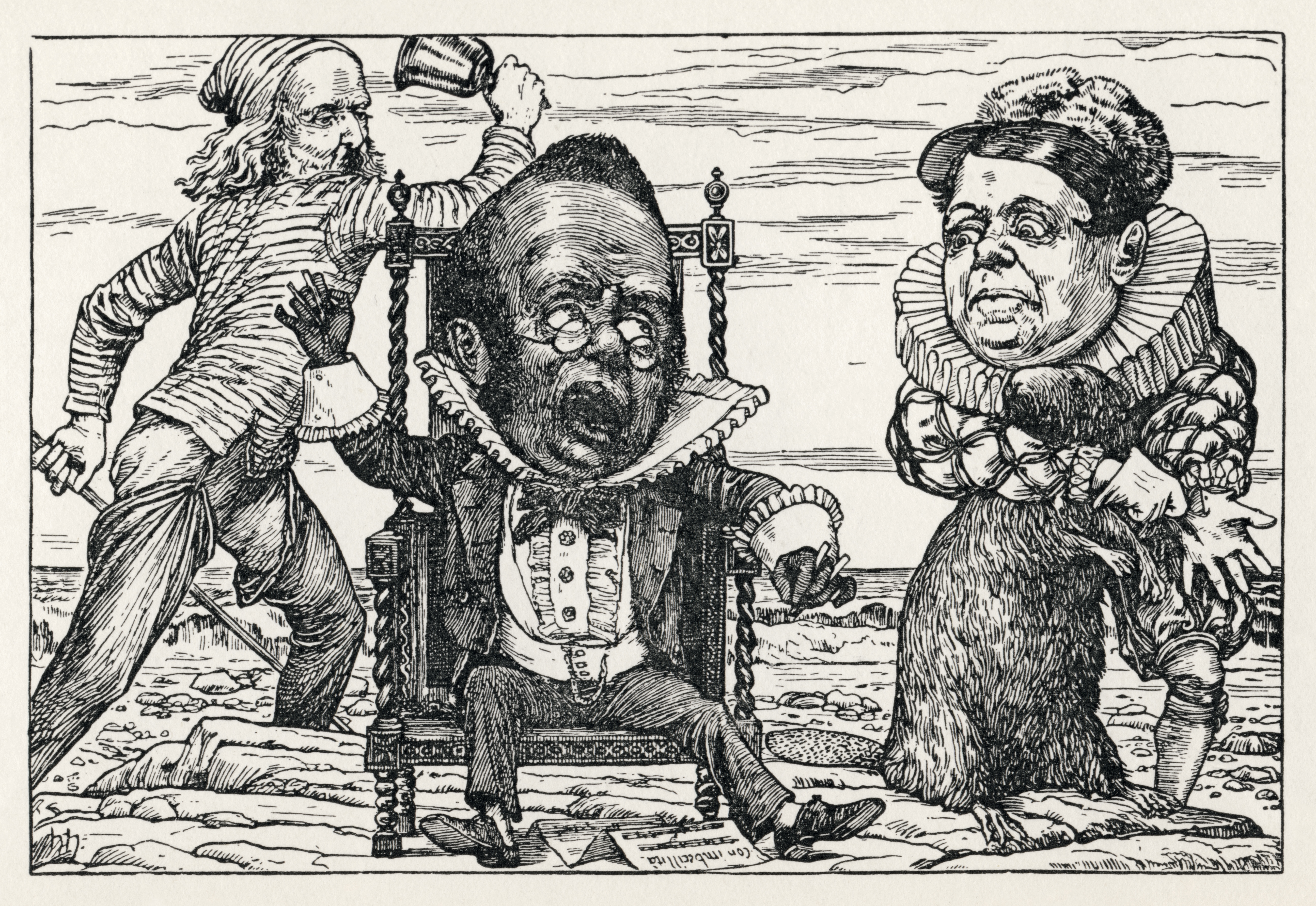
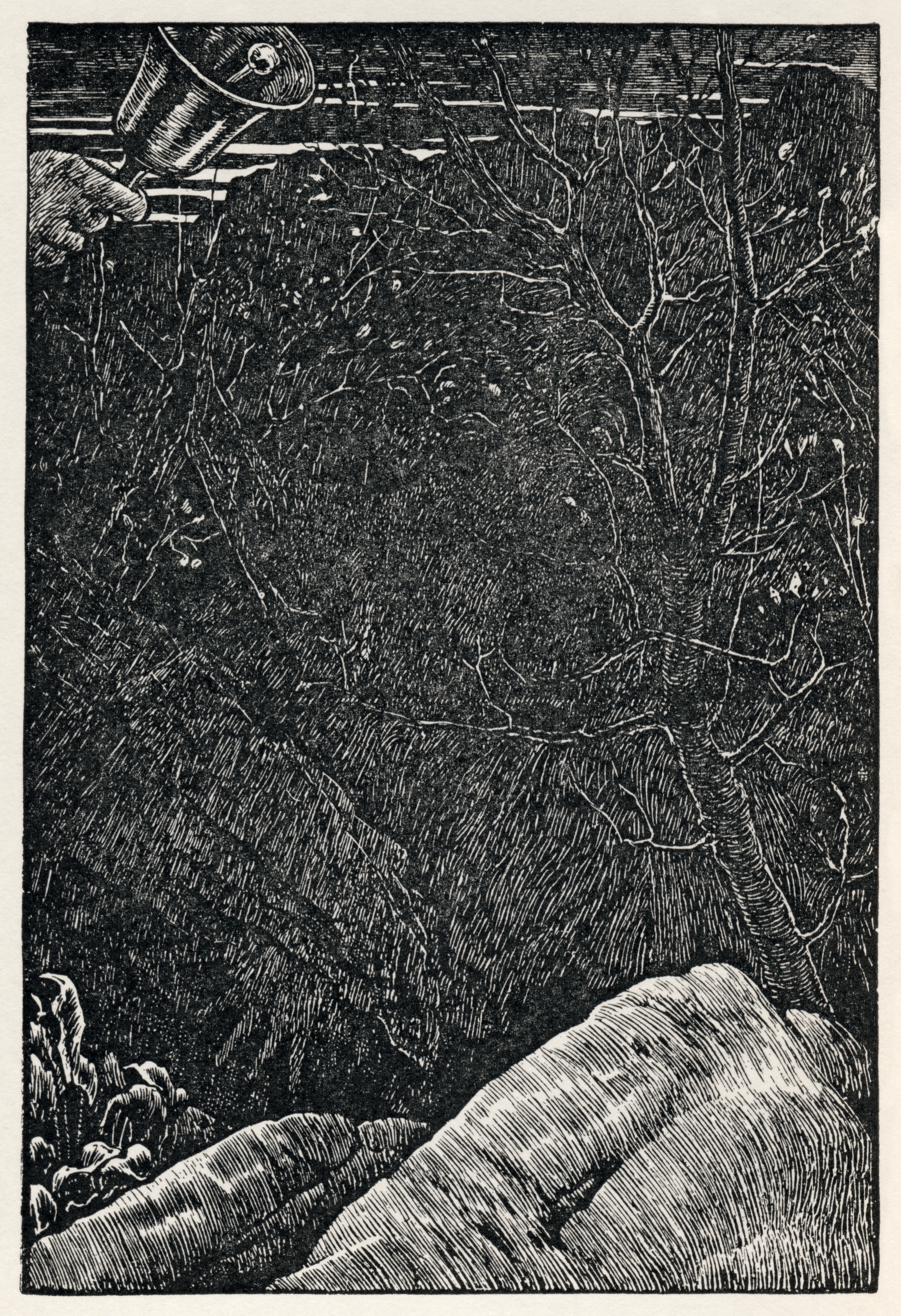

مجموعه تصویرگری‌های این کتاب: